# Belenois java
Belenois java is een dagvlinder uit de familie van de Pieridae, de witjes. Belenois java komt versrpreid voor in Indonesië en het Australaziatisch gebied. De imago heeft bij de mannetjes een spanwijdte van ongeveer 5 centimeter, bij de vrouwtjes van ongeveer 6 centimeter. De vlinder staat bekend als trekvlinder.

## Taxonomie
Men onderscheidt de volgende ondersoorten:
- B. j. java (o.a. Java, Kleine Soenda-eilanden, Sulawesi)
- B. j. savuana (Savoe)
- B. j. teutonia (Australië)
- B. j. ina (o.a. Wetar)
- B. j. peristhene (Vanuatu, Nieuw-Caledonië)
- B. j. picata (Nieuw-Brittannië, Nieuw-Ierland)
- B. j. micronesia (Fiji)

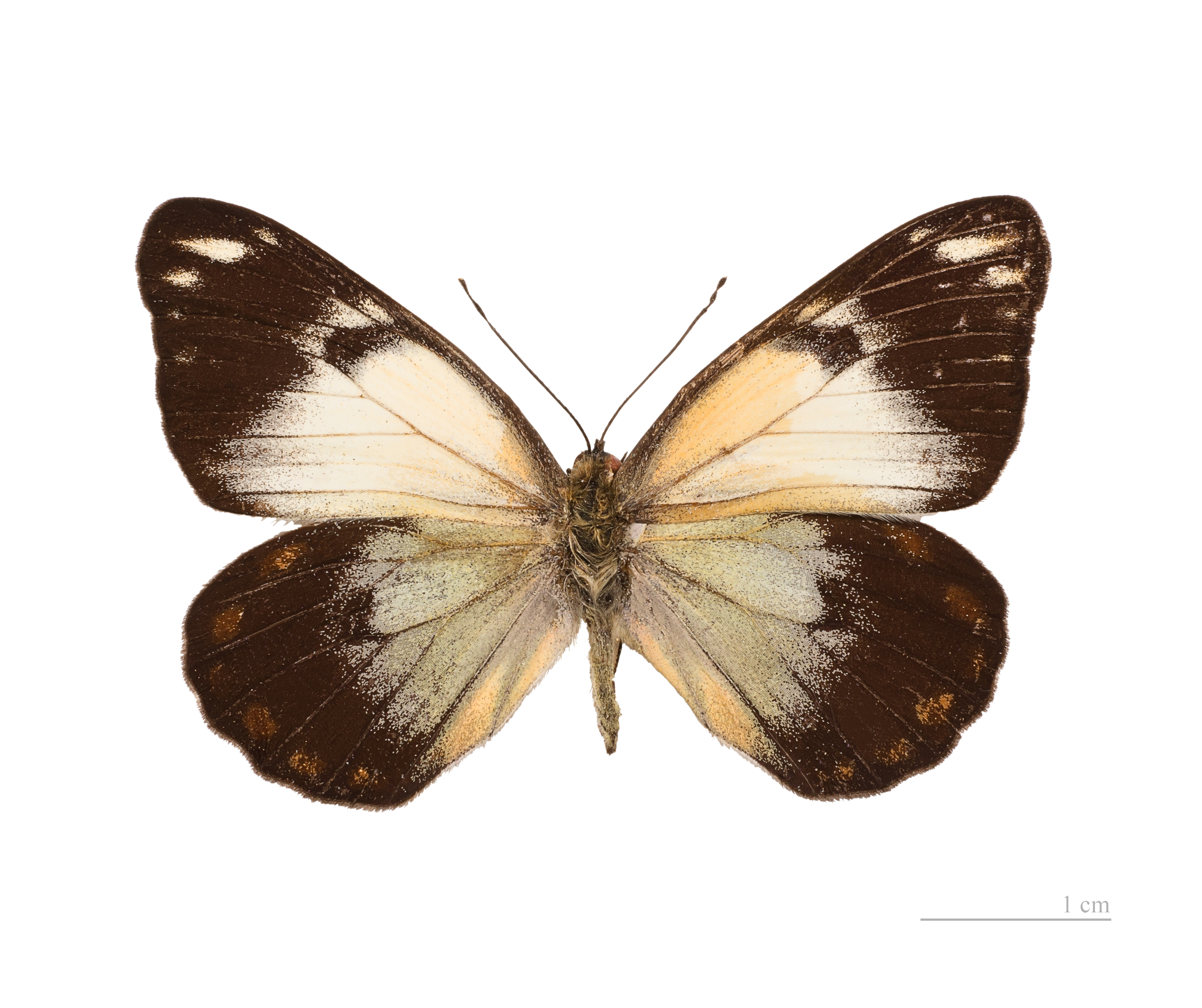
♂ buikzijde
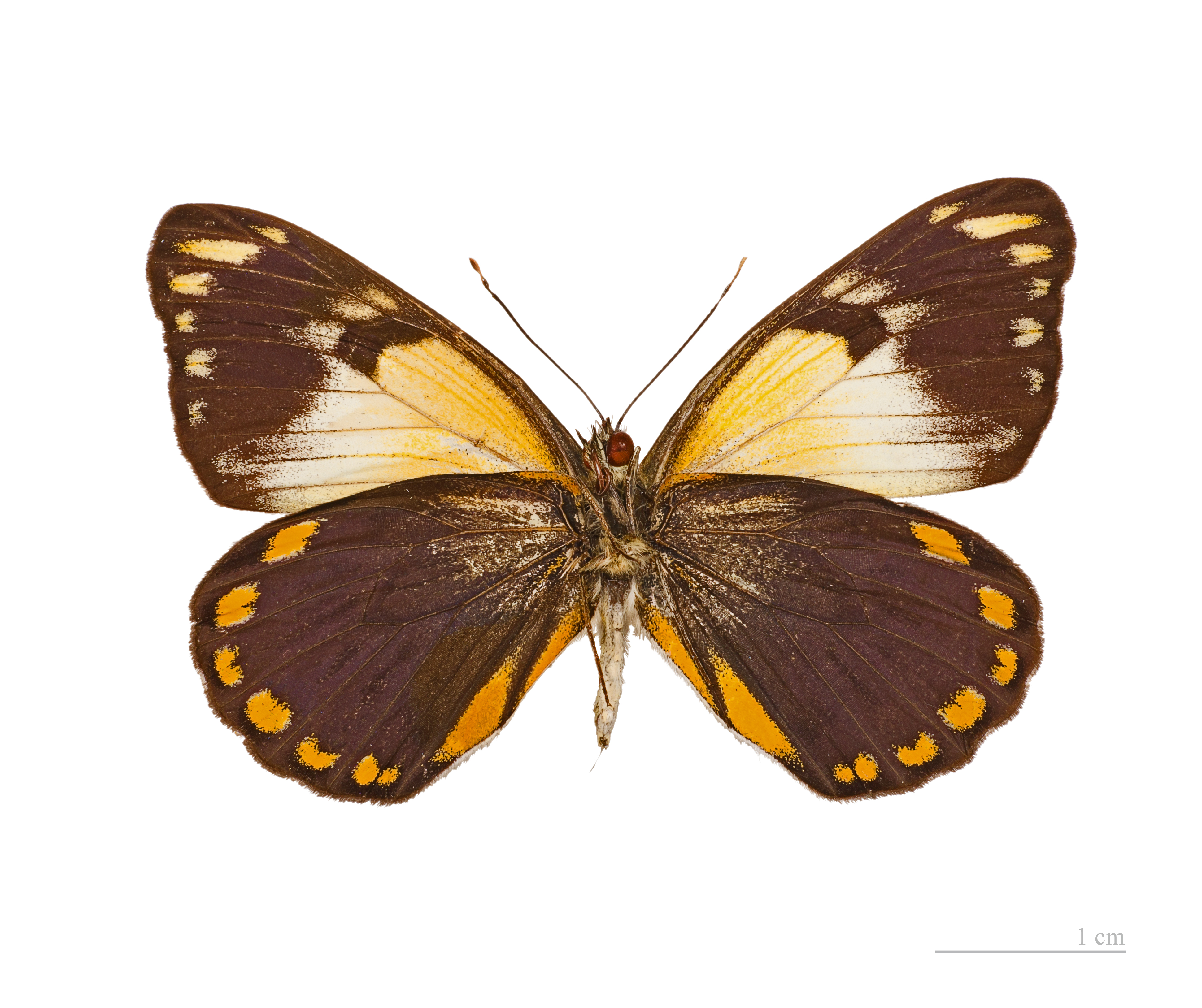
♂ rugzijde
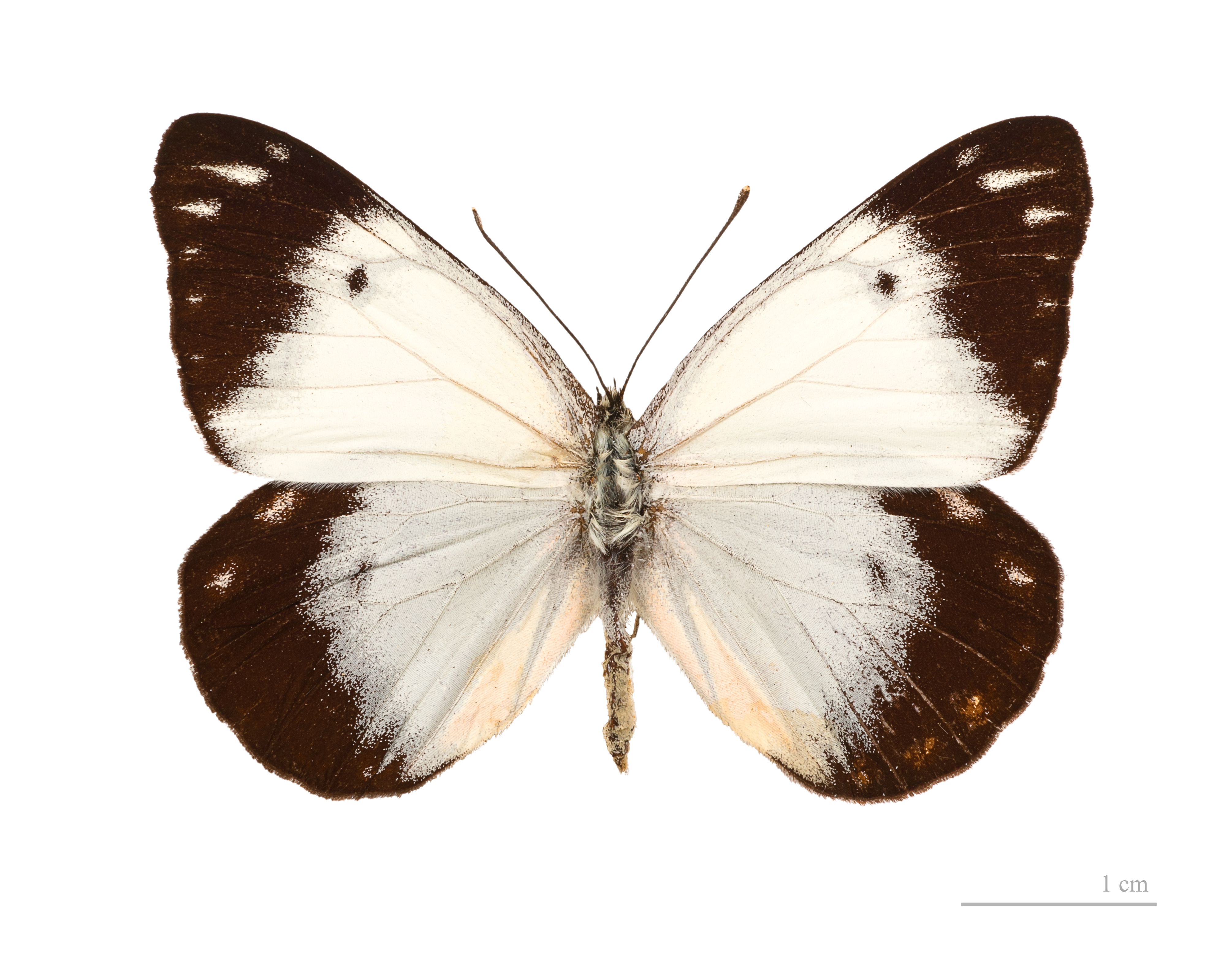
♀ rugzijde
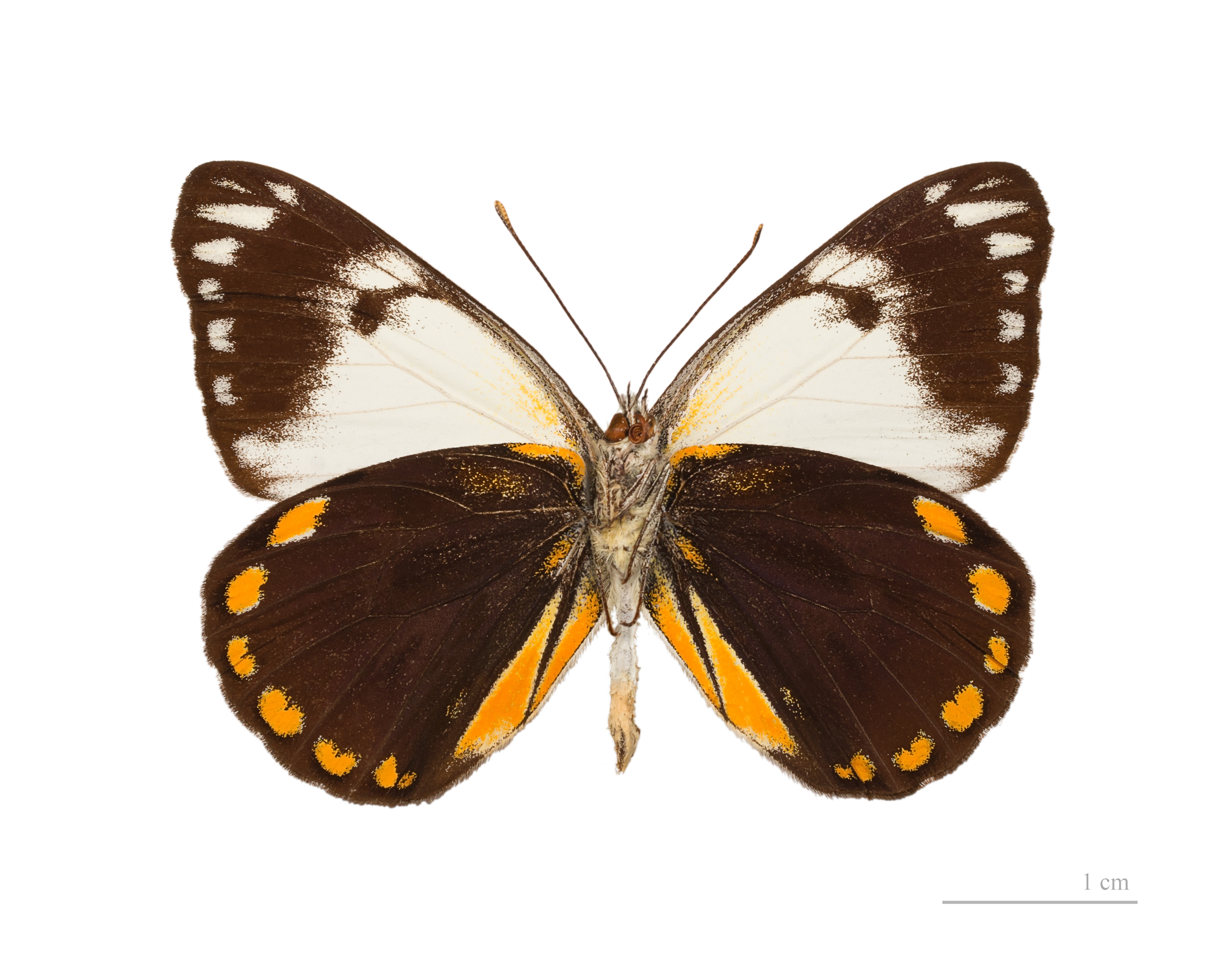
♀ buikzijde

## Waardplanten
De waardplanten van Belenois java komen uit het geslacht Capparis, daarnaast leeft de rups van deze soort op Apophyllum anomalum.